# Zombor Gábor
Zombor Gábor Zoltán (Kecskemét, 1964. március 12. –) magyar orvos, politikus. 2006-tól a Fidesz országgyűlési képviselője, 2006–2014 között Kecskemét polgármestere, 2014–2015 között az Emberi Erőforrások Minisztériuma államtitkára.

## Életpályája
1982-ben a kiskunfélegyházi Móra Ferenc Gimnáziumban érettségizett. 1989-ben szerzett általános orvosi diplomát a szegedi Szent-Györgyi Albert Orvostudományi Egyetemen. Ezután a kiskunfélegyházi kórház szülészetén állt munkába. 1990–1995 között háziorvos Kunbaján, és egy nagy amerikai gyógyszergyár magyarországi leányvállalatának, az MSD Kft.-nek a tudományos munkatársa. 
1994–1996 között a Bács-Kiskun megyei közgyűlés tagja. 1995–1999 között Baján városi főorvos, a polgármesteri hivatal egészségügyi referense. 1995-1996-ban a Fidesz Bács-Kiskun megyei elnöke. 1999-ben jogi másoddiplomát szerzett a pécsi Janus Pannonius Tudományegyetemen.
1999–2000 között a Fővárosi és Pest Megyei Egészségbiztosítási Pénztár igazgatója volt. 2000 márciusa és 2006. július 1. között Kecskeméten a Bács-Kiskun Megyei Önkormányzat Kórházának főigazgatója.
2004-ben közgazdasági másoddiplomát szerzett a Nyugat-Magyarországi Egyetemen.
2006. május 6-tól a Fidesz országgyűlési képviselője. 2006–2014 között  Kecskemét polgármestere volt. 
2014-től a harmadik Orbán-kormányban az Emberi Erőforrások Minisztériuma egészségügyért felelős államtitkáraként dolgozott, erről a tisztségéről 2015. augusztus 27-én lemondott.